# Petra Strojwasiewicz
Petra Strojwasiewicz, auch Strowjasiewicz, ist eine deutsche Schauspielerin.

## Leben
1982 hatte Strojwasiewicz bei dem Fernsehfilm Und alles wegen Marietta erstmals eine Rolle inne.

## Filmografie
- 1982: Und alles wegen Marietta (Fernsehfilm)
- 1983: Frühstück im Bett (Fernsehfilm)
- 1983: Unser bester Mann (Fernsehfilm)
- 1984: Der Staatsanwalt hat das Wort: Ein Kartenhaus (TV-Reihe)
- 1985: Mein lieber Onkel Hans (Fernsehfilm)